# Dianthus trifasciculatus
Dianthus trifasciculatus là loài thực vật có hoa thuộc họ Cẩm chướng. Loài này được Kit. mô tả khoa học đầu tiên năm 1814.